# دایره سرخ
دایره سرخ (به فرانسوی: Le Cercle rouge) فیلمی فرانسوی-ایتالیایی در سبک جنایی به کارگردانی ژان پیر ملویل ساخته شده به سال ۱۹۷۰ میلادی در پاریس فرانسه است. در این فیلم بازیگران مشهوری مانند آلن دلون، آندره بورویل، جان ماریا ولونته و ایو مونتان هنرنمایی کرده‌اند. این فیلم به خاطر سکانس سرقت پایانی که نیم ساعت به طول می‌انجامد مشهور است.

## چکیده داستان
پس ازگذراندن پنج سال زندان در مارسی، کوره (آلن دلون) قرار است به دلیل رفتار خوب آزاد شود. یک روز پیش از آزادی، رئیس نگهبانان زندان اجرای نقشه یک سرقت را به او پیشنهاد می کند که یک زندانی دیگر آنرا طراحی کرده که اینک رو به موت است. او در ابتدا مشکوک می شود، سپس موافقت می کند که این طرح را به تنهایی به انجام برساند. 
کوره به محض آزادی به دیدار رفیق سابقش می رود، مردی به نام ریکو، یک بارون پولدار شده که عاشق دوست دخترش شده است که در زمان دستگیری مدیون او باقی مانده است. کوره که تمایلی به اتلاف وقت ندارد، ریکی را مجبور می کند به جای چکی که در ابتدا به او پیشنهاد کرده، مقدار زیادی پول نقد به او بدهد. 
ریکی با تلخکامی دو تن از مردانش را به تعقیب کوره می فرستد. در یک اتاق بیلیارد، کوره یک چوب بیلیارد را در دست می گیرد و با  گچ قرمز روی نوک چوب بیلیارد دایره ای می کشد و سپس توپ ها را با آن می زند. مردان ریکو به او می پیوندند و گفتگوی آنها به کشیدن اسلحه و تیراندازی منجر می شود، اما کوره  بی آنکه یک خراش  بردارد، آنجا را ترک می کند و مانع از آن می شود صاحب باشگاه بیلیارد به پلیس زنگ بزند. کوره با بخشی از پولی که گرفته یک ماشین پلیموث فیوری می خرد، پشت فرمان می نشیند، و به خانه اش در منطقهٔ ۱۶ پاریس می رود. 
در همین حال کمیسر ماتی (بورویل) مجرمی به نام ووگل (جان ماریا ولونته) را از مارسی تا پاریس با قطار شبانه اسکورت می کند. با وجود هوشیاری پلیس، ووگل موفق می شود با پریدن از پنجره قطار در حال حرکت هنگام عبور از یک منطقه جنگلی در بورگونی فرار کند.. او موفق به گریختن از تیررس شلیکهای پیاپی کمیسر ماتی و نیز از هجوم ژاندارم ها و سگ هایشان می شود. پس از فراری خسته کننده با پای پیاده، ووگل در مقابل رستورانی کنار جاده توقف می کند و به درون صندوق عقب قفل نشده ماشینی که اتفاقاً مال کوره است، می خزد. 
کوره با گوش دادن به خبری از رادیو در مورد فرار ووگل و وانمود کردن به اینکه متوجه پنهان شدن دزدکی فراری در صندوق عقب نشده، مسیر جاده را در پیش می گیرد و به مرد اجازه می دهد تا در یک مکان دور از دیدرس، در وسط یک زمین خاکی از صندوق عقب بیرون بیاید. دو مرد نخست به یکدیگر مشکوک می شوند، ولی سرانجام با هم کنار می آیند و می شتابند تا به سفر دور و دراز و خطرناک خود ادامه دهند. خیلی  دورتر از آنجا، دو نفر از دیگر مردان  ریکو به ماشین کوره می رسند و آنها را متوقف می کنند  تا آنان را در جنگل حاشیه جاده ملی بکشند. اما ووگل از صندوق عقب بیرون می آید و با کشتن این دو مرد، با استفاده از دو سلاح گرمی که در داخل صندوق یافته، همدست جدیدش را از این معرکه مرگبار می رهاند.
اوایل عصر است که دوستان به پاریس می رسند و وارد آپارتمان کوره می شوند که در زمان غیبت او متروکه و بدون برق و ارتباط تلفنی باقی مانده است. روز بعد، آنها تصمیم می گیرند در یک سرقت بزرگ با هم شریک شوند : سرقت از یک جواهرفروشی واقع در میدان واندوم. دزدی به لطف همدستی جانسن (ایو مونتان)، پلیس و تک تیرانداز سابق، که تبهکار شده  و به همین مناسبت بر اعتیاد به الکل خود غلبه کرده، موفق می شود. 
در همین حال کمیسر ماتی  صاحب یک کلوپ شبانه به نام سانتی (فرانسوا پریه) را که ووگل را می شناسد، تحت فشار قرار می دهد و موفق می شود او را مجبور به همکاری کند. به این وسیله او به سراغ سه مرد می رود و با تظاهر به اینکه مال خر است و برای خرید جواهرات دزدی آمده، آنها را به دام می اندازد.  سر قرار، وقتی سه مرد شصتشان از این حقه خبر دار می شود و می کوشند از دستگیری بدست پلیس فرار کنند، هر سه در تیراندازی کشته می شوند.

## دوبله در ایران
فیلم دایره سرخ دو بار در ایران دوبله شد.